# Śródmiejski Węzeł Wodny we Wrocławiu

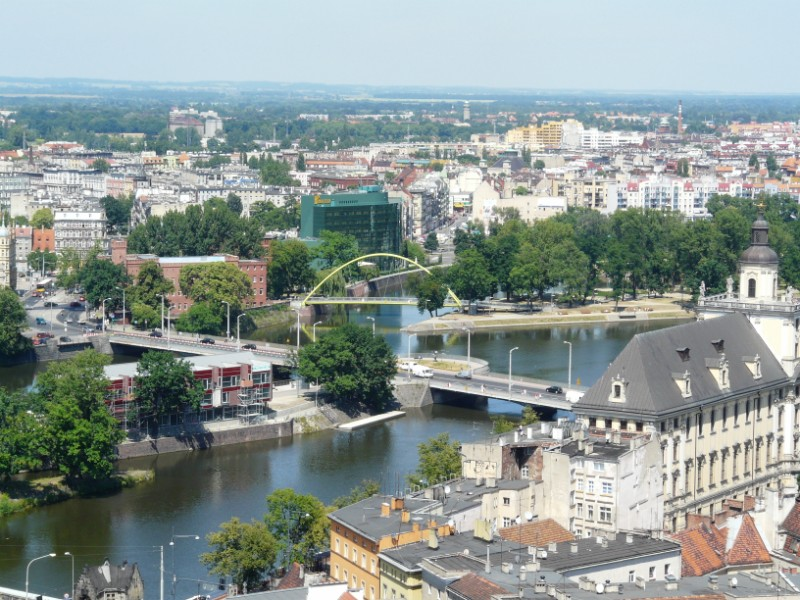
Odra Północna i Odra Południowa łączą się na krótkim odcinku między Wyspą Słodową a Kępą Mieszczańską

Śródmiejski Węzeł Wodny we Wrocławiu – węzeł wodny stanowiący fragment Wrocławskiego Węzła Wodnego. Obejmuje śródmiejski odciek Odry oraz ujście Oławy i Fosę Miejską, a także zlokalizowane na tym odcinku najstarsze we Wrocławiu budowle hydrotechniczne oraz nowe obiekty infrastruktury technicznej. Początek węzła śródmiejskiego definiuje się w rejonie Stopnia Wodnego Szczytniki, gdzie od głównego koryta Odry odchodzą: ramię rzeki Stara Odra i wykonany na potrzeby budowy Śluzy Szczytniki – Przekop Szczytnicki. Natomiast koniec tego węzła określa się w dolnym biegu Odry śródmiejskiej, w rejonie ponownego połączenia tego ramienia rzeki ze Starą Odrą. W węźle tym można wyróżnić cztery zasadnicze odcinki: górna Odra śródmiejska, węzeł wodny w rejonie wschodniego zespołu wysp odrzańskich, do którego stosuje się określenie: Śródmiejski Węzeł Wodny Górny, węzeł wodny wokół Kępy Mieszczańskiej, do którego stosuje się określenie: Śródmiejski Węzeł Wodny Dolny, oraz dolny odcinek Odry śródmiejskiej.

## Obiekty i elementy węzła

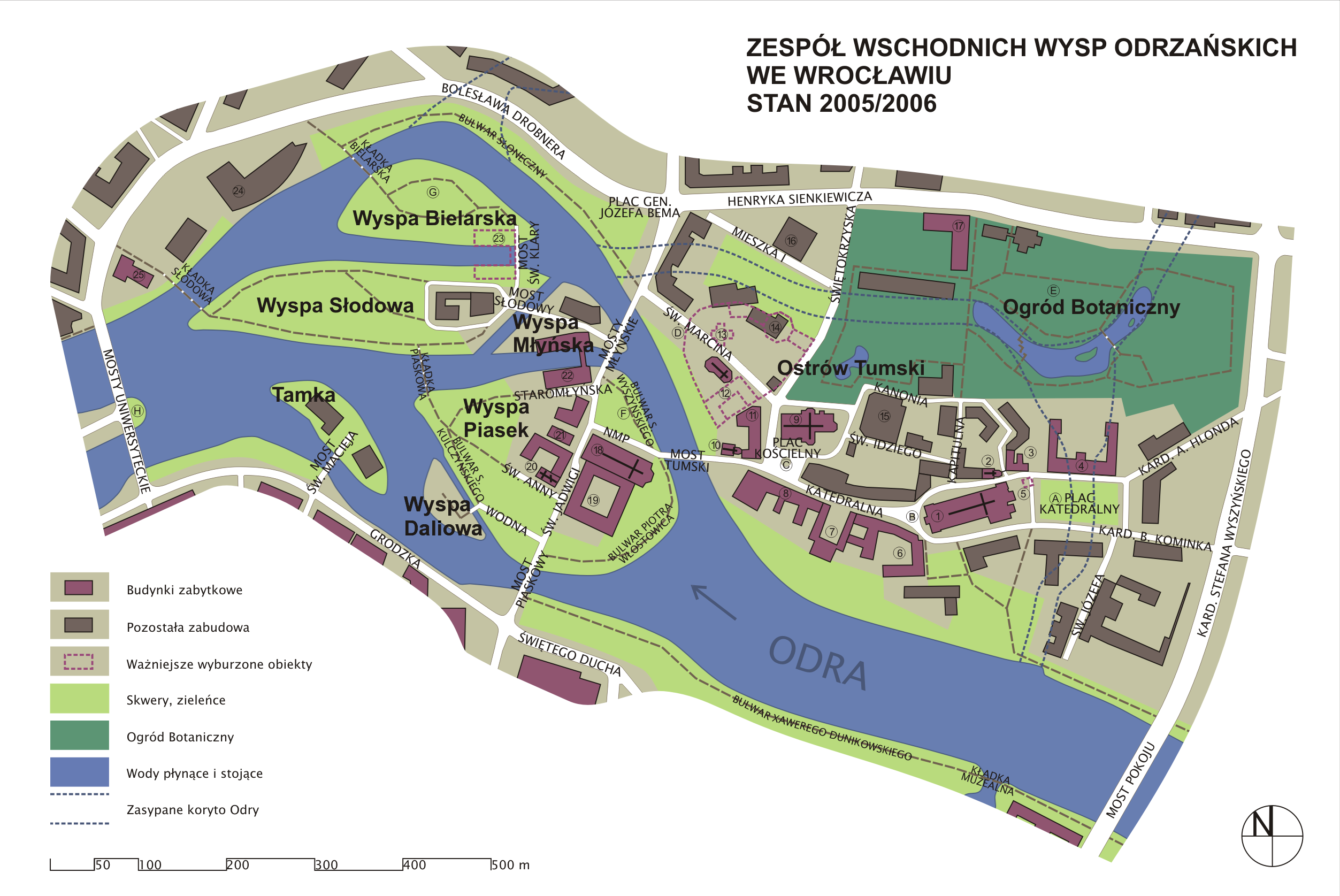
Zespół wschodnich wysp odrzańskich we Wrocławiu

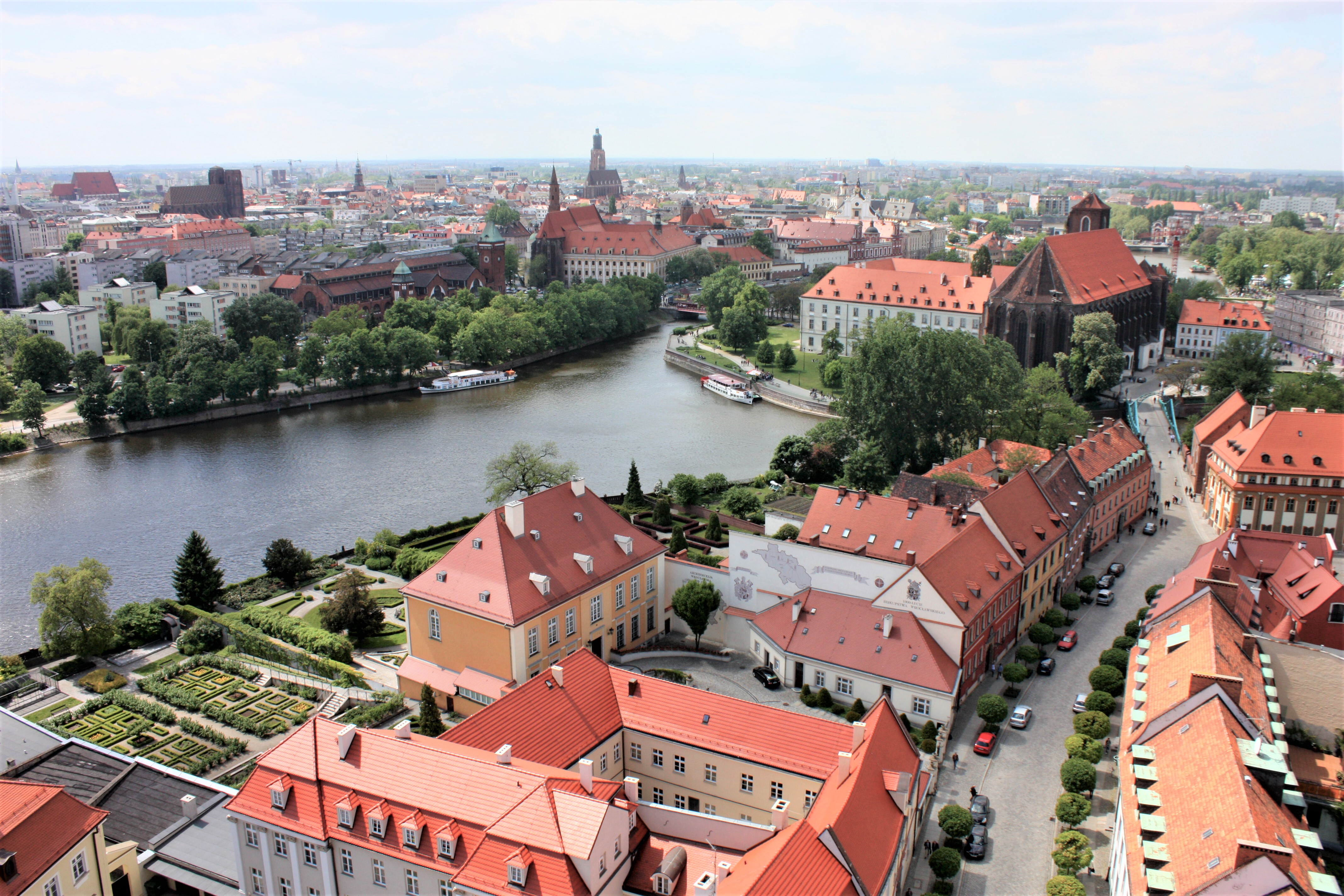
Odra śródmiejska rozdziela się na Odrę Południową i Odrę Północną

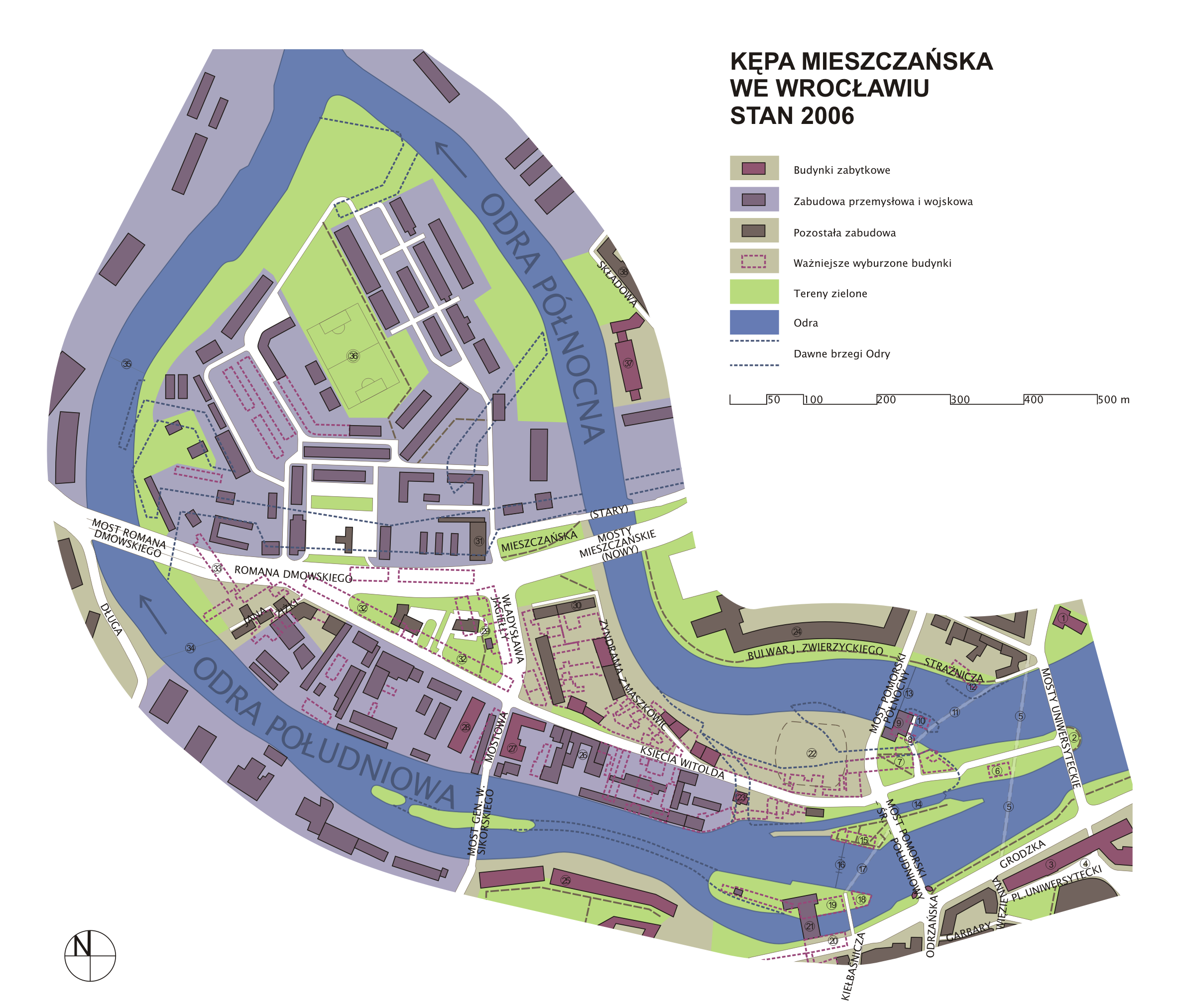
Kępa Mieszczańska

Na Śródmiejski Węzeł Wodny składają się przede wszystkim cieki wodne w centrum miasta. Jest to przede wszystkim główne ramię rzeki Odra, oraz ujście rzeki Oława i Fosa Miejska. Górny odcinek Odry śródmiejskiej zaczyna się w rejonie Stopnia Wodnego Szczytniki i prowadzi do centrum miasta, gdzie w rejonie Ulicy Świętej Jadwigi, rzeka rozdziela się na dwa zasadnicze ramiona: Odrę Północną i Odrę Południową. Na tym górnym odcinku, na lewym (południowym) brzegu znajduje się ujście rzeki Oława do Odry. Z obiektów hydrotechnicznym wymienić należy: Port Ujście Oławy, Zatoka Gondoli, Przystań przy Hali Targowej; a z przepraw mostowych: Most Grunwaldzki, Most Pokoju oraz na Oławie Most Oławski i nad Zatoką Gondoli Kładka Muzealna.
Tzw. Śródmiejski Węzeł Wodny Górny obejmuje Odrę Północną i Południową oraz liczne mniejsze ramiona oraz kanały, tworzące wschodni zespół niewielkich wysp odrzańskich. Oprócz Odry Północnej i Południowej tę część węzła tworzą następujące cieki: Upust Klary, Upust powodziowy Klary, Kanał Młyna Maria, Kanał Jazu Macieja, przekop Śluzy Piaskowej; w obrębie których znajdują się następujące wyspy: Wyspa Bielarska, Wyspa Słodowa, Wyspa Młyńska, Wyspa Piasek, Wyspa Daliowa, Tamka; połączone licznymi przeprawami mostowymi: Mosty Młyńskie, Most Tumski, Most Piaskowy, Kładka nad Śluzą Piaskową, Kładka Piaskowa, Most Słodowy, Most św. Klary, Kładka Słodowa, Kładka Żabia, Most św. Macieja. Na tym odcinku rzeki znajduje się najstarszy we Wrocławiu stopień wodny: Piaskowy Stopień Wodny. Na południowym brzegu Wyspy Słodowej, w obrębie Kanału Młyna Maria i Odry Południowej, wyznaczono miejsca cumowania jednostek pływających.

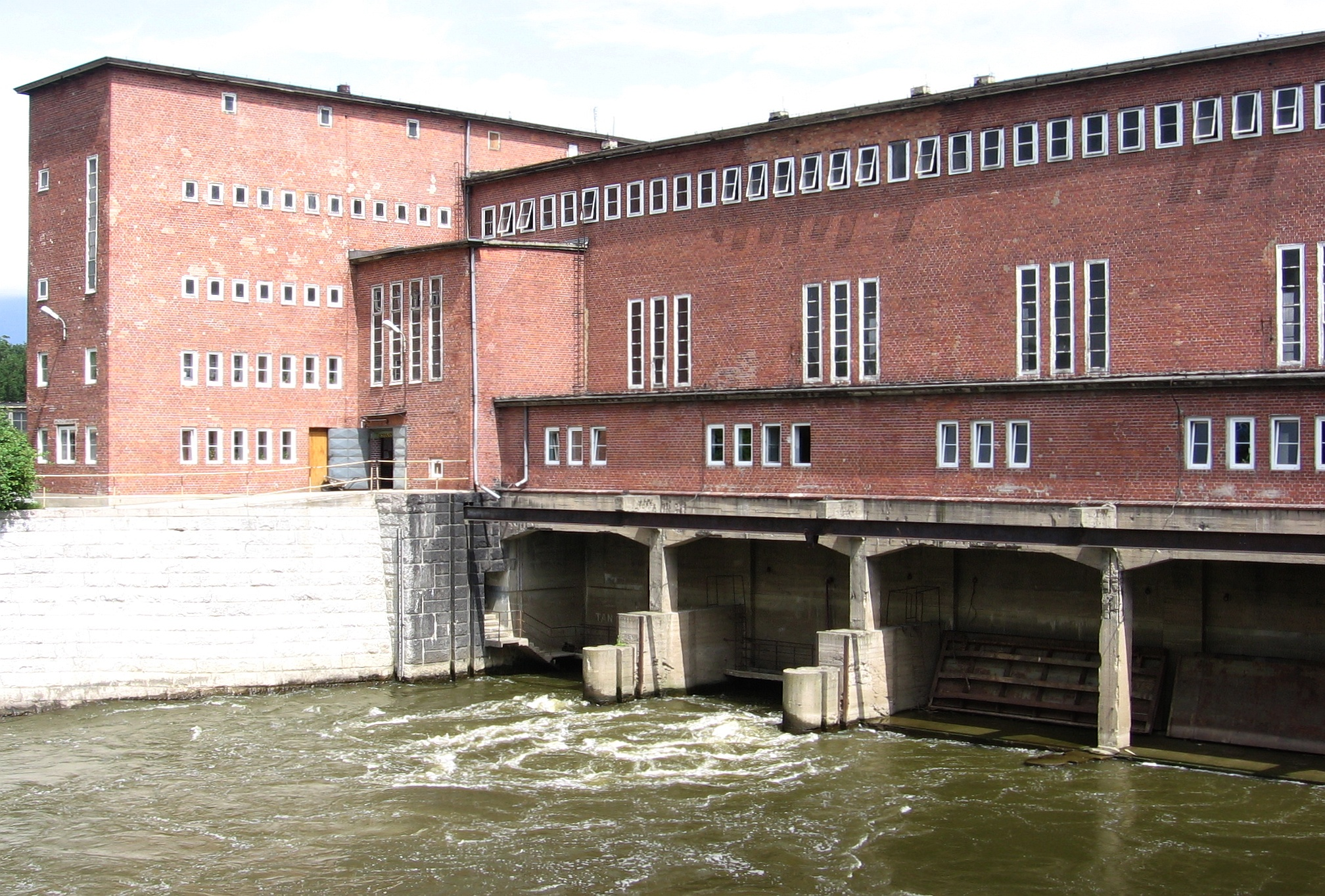
Elektrownia południowa

Za wyżej wymienionymi wyspami Odra Północna i Południowa łączą się na bardzo krótkim odcinku by ponownie rozdzielić się tworząc tzw. Śródmiejski Węzeł Wodny Dolny. Na Odrze Południowej znajduje się przekop Śluzy Mieszczańskiej i kanał Elektrowni Wodnej Wrocław I. Nieco dalej znajduje się również spust wody z Fosy Miejskiej. Oba ramiona opływają wyspę: Kępa Mieszczańska. Z budowli hydrotechnicznych wymienić należy Mieszczański Stopień Wodny w ramach którego oprócz jazów i śluzy wybudowano także dwie elektrownie wodne. Na tym odcinku znajdują się następujące przeprawy mostowe: Mosty Pomorskie, Most dojazdowy w zespole budowlanym Elektrowni Wodnej Południowej, Most Sikorskiego, Most Dmowskiego, Mosty Mieszczańskie.
Za Kępą Mieszczańską Odra łączy się w jedno koryto. Na dolnym odcinku Odry śródmiejskiej z elementów infrastruktury hydrotechnicznej zlokalizowano: Remontową Stocznię Rzeczną, Przystań Zatoka i Port Miejski. Za portem Odra śródmiejska łączy się ze Starą Odrą. Przez ten odcinek rzeki przerzucona jest tylko jedna przeprawa. Jest to most kolejowy na trasie Wrocław–Oleśnica.

## Historia

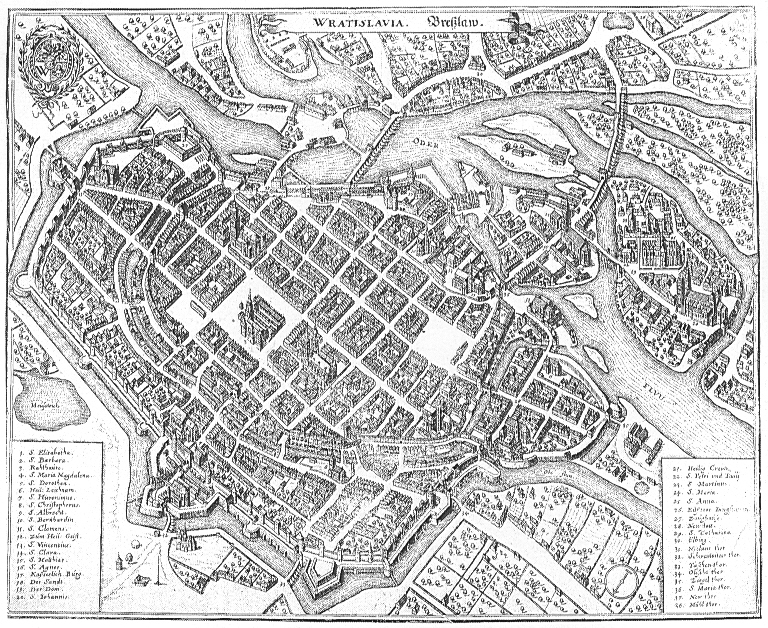
Historyczny plan miasta z II poł. XVII w.

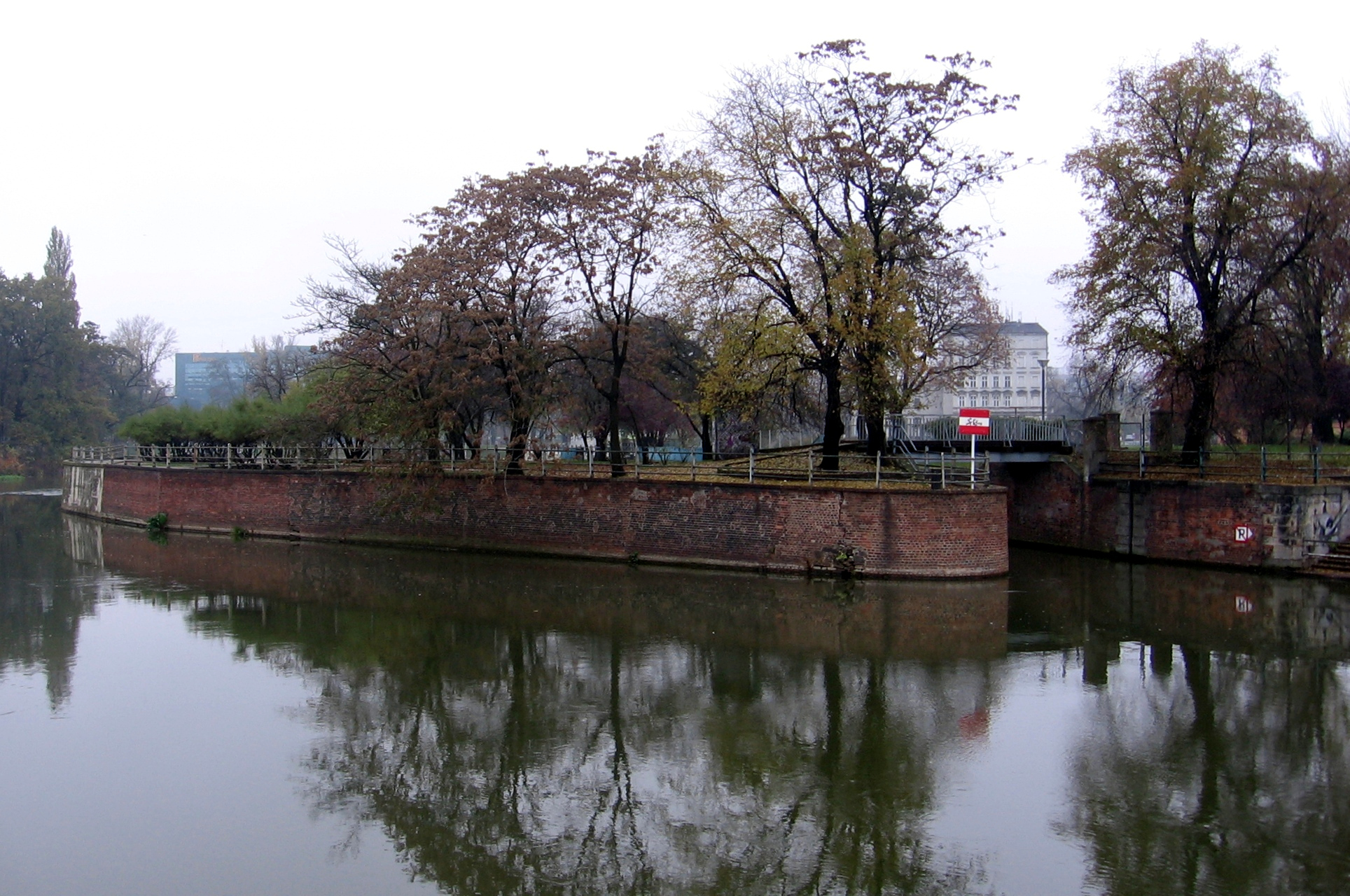
Wyspa Daliowa, po prawej wyjście ze Śluzy Piaskowej

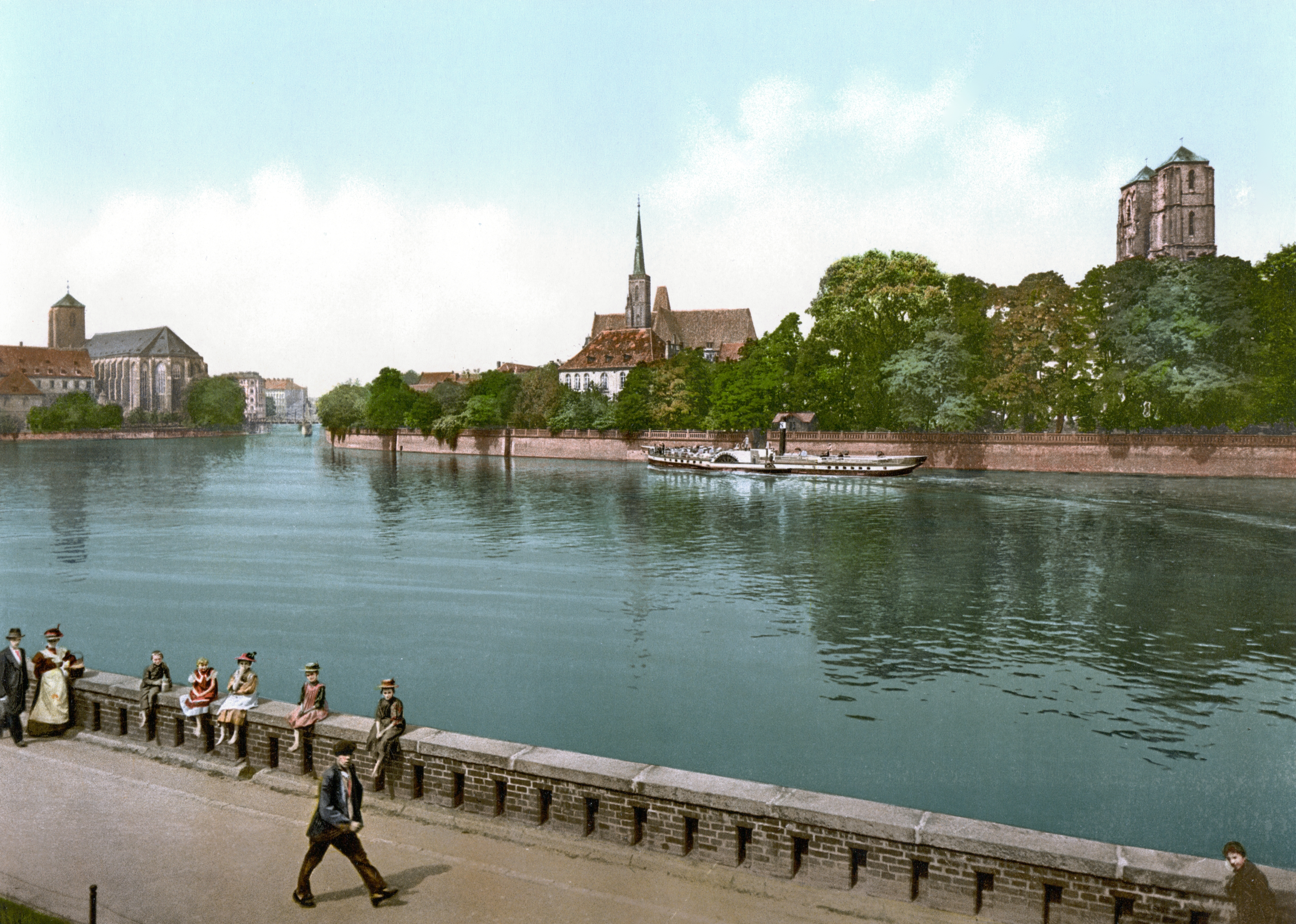
Kurs po Odrze śródmiejskiej, po lewej w tle początek Odry Północnej

Obecny kształt Śródmiejskiego Węzła Wodnego jest wynikiem realizacji wielu inwestycji hydrotechnicznych budowy, przebudowy oraz rozbiórki obiektów inżynieryjnych i przekształceń w obrębie koryt rzecznych. Część obiektów pierwotnie istniejących została przebudowana, a część uległa zniszczeniu i została zdemontowana. Przekształcenia te dotyczyły nie tylko samej Odry ale i Oławy, której ujście było dwukrotnie przesuwane w górę rzeki oraz Fosy Miejskiej i nieistniejącej już fosy wewnętrznej (Oławy Miejskiej). Równie istotna dla funkcjonowania węzła była decyzja o podniesieniu poziomu piętrzenia w 1959 roku na Mieszczańskim Stopniu Wodnym. 
W początkowym okresie historycznym miasta Odra była wykorzystywana do transportu oraz jako element systemu umocnień obronnych miasta, następnie powstały pierwsze siłownie wodne oraz ujęcia wody. Energetyczne wykorzystanie rzeki dominowało w śródmiejskim węźle wodnym do końca XIX wieku. Rozwój transportu wodnego oraz potrzeb ochrony przeciwpowodziowej miasta wymusił budowę tzw. Drogi Wielkiej Żeglugi (Miejskiej Drogi Wodnej), a następnie Głównej (Północnej) Drogi Wodnej. Te dwie wielkie inwestycje sprawiły, że znaczenie Śródmiejskiego Węzła Wodnego znacznie zmalało. Zlikwidowano też większość z dawnych siłowni. Powstały jedynie dwie elektrownie wodne. 
W okresie powojennym znaczenie tej części Wrocławskiego Węzła Wodnego było niewielkie. Ograniczano się praktycznie do eksploatacji elektrowni wodnych, oraz w dolnym odcinku Odry śródmiejskiej funkcjonowały Remontowa Stocznia Rzeczna i Port Miejski, a w górnym odcinku wykorzystywano Port wyładunkowy Miejskiego Przedsiębiorstwa Wodociągów i Kanalizacji we Wrocławiu (Port Ujście Oławy).

## Miejsce w układzie funkcjonalnym

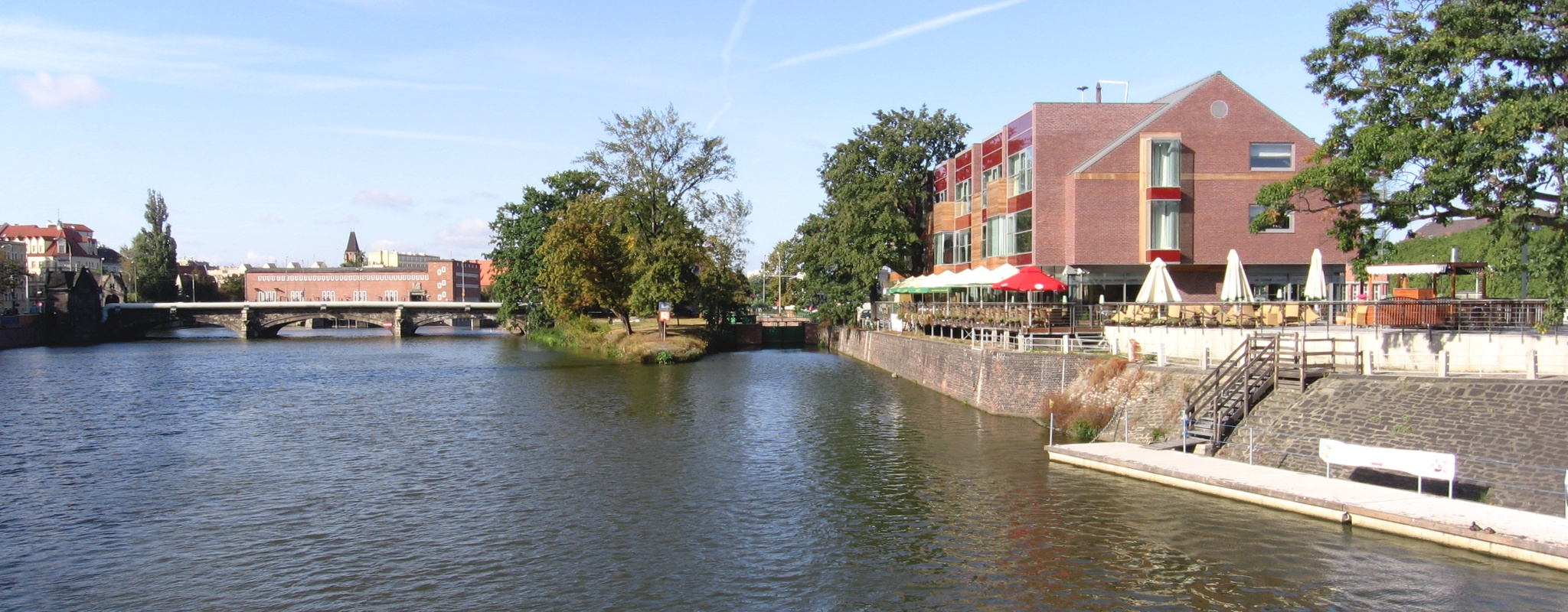
Marina Topacz, przystań statków wycieczkowych, stanowisko górne Śluzy Mieszczańskiej, w tle za Mostem Pomorskim Południowym budynki elektrowni południowej

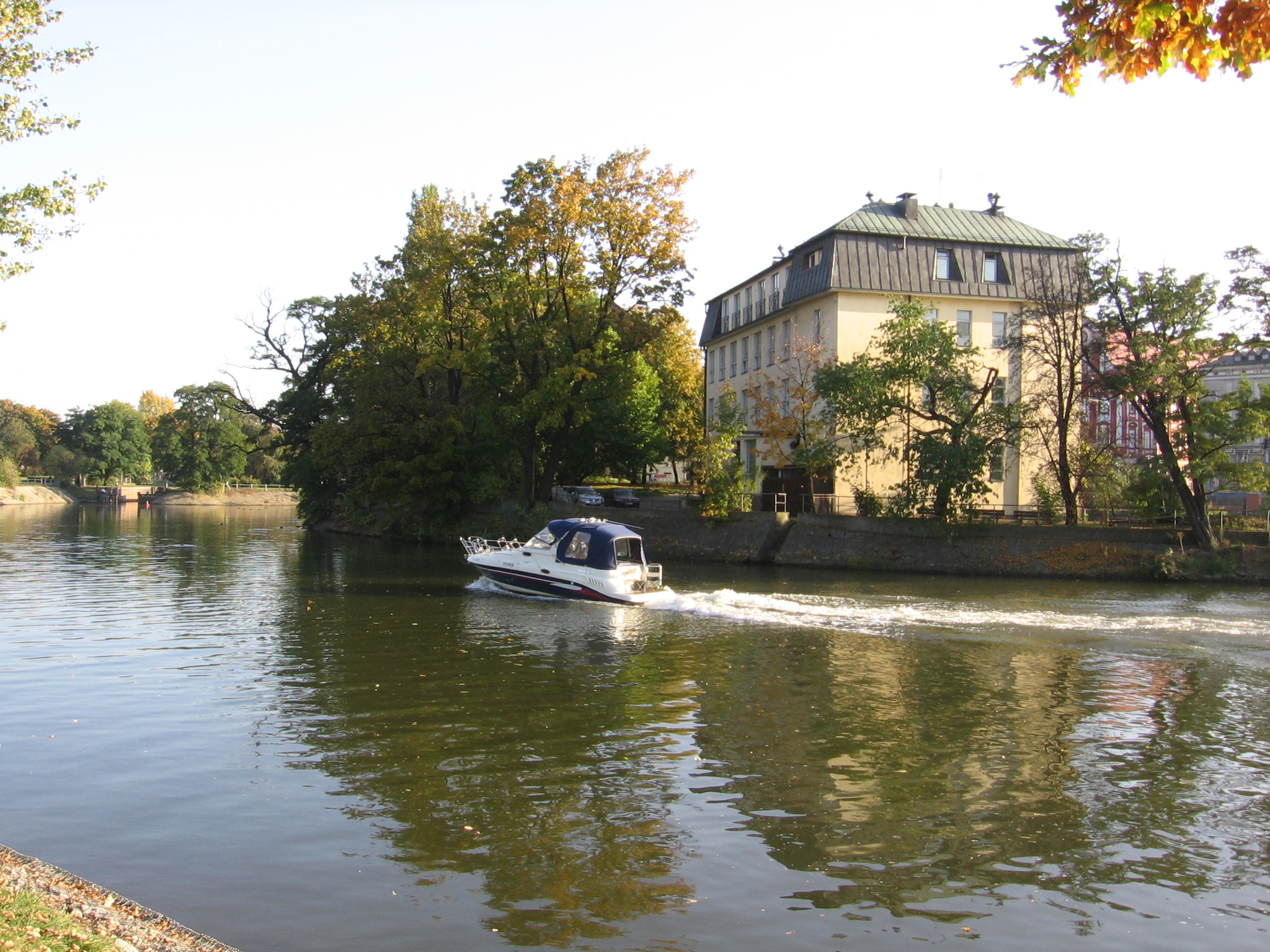
Odra Południowa, kurs na Śluzę Piaskową (po lewej), w tle wyspa Tamka

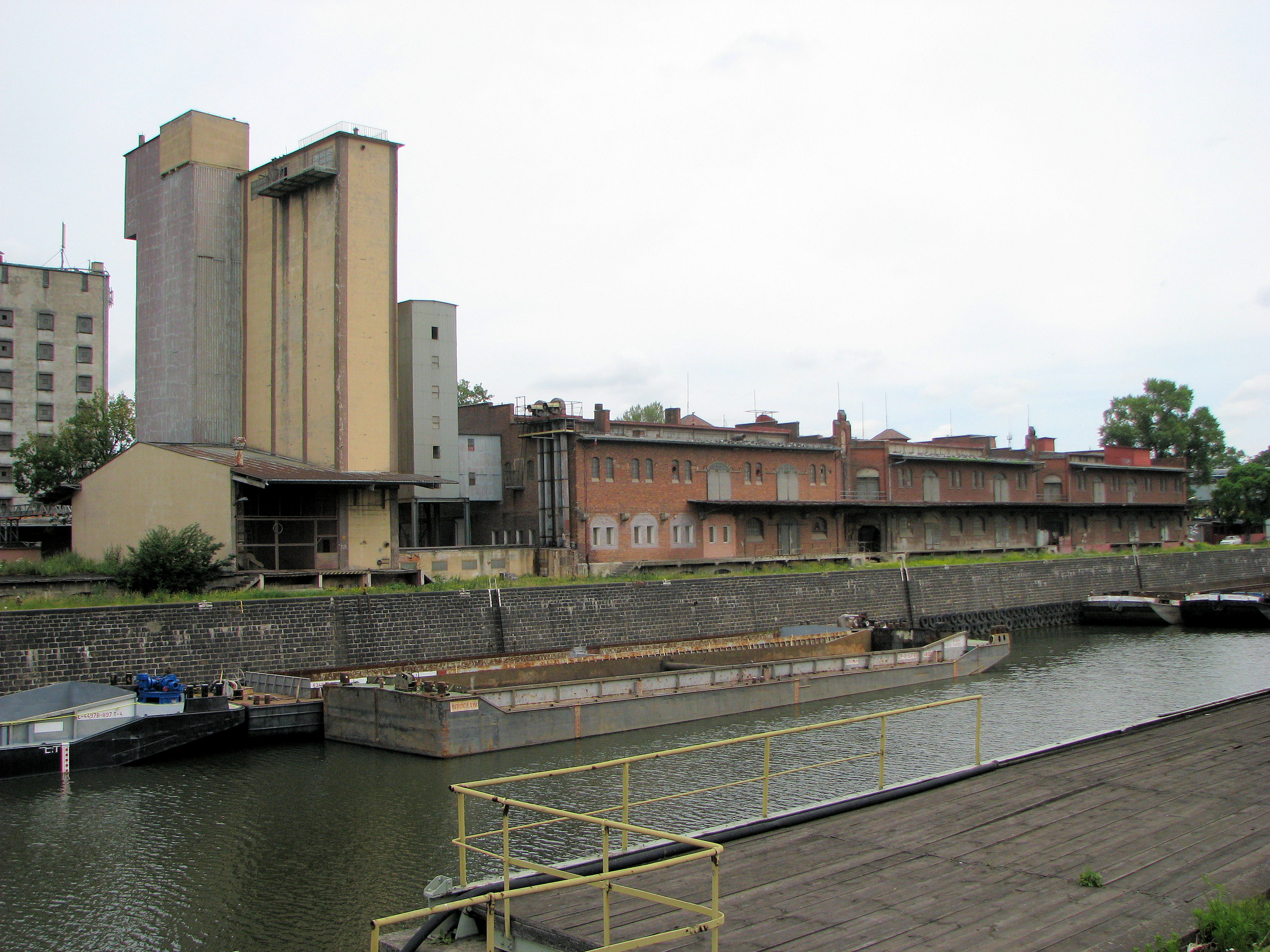
Port Miejski

Wrocław położony jest nad skanalizowanym odcinkiem rzeki Odra, a Śródmiejski Węzeł Wodny obejmuje odcinek rzeki objęty najstarszymi elementami i obiektami przebudowy oraz wykorzystania przepływającej przez miasto wody. Obecnie ta część całego systemu hydrotechnicznego miasta ma znaczenie funkcjonalne w zakresie przeprowadzenia części wód, niewielkie znaczenie energetyczne (dwie małe elektrownie wodne), a współcześnie również rośnie znaczenie w zakresie turystyki i rekreacji, w tym także dla żeglugi pasażerskiej (biała flota), turystycznej i rekreacyjnej. W ramach tego węzła wodnego powstały nowe (np. Marina Topacz) i odbudowano (np. Zatoka Gondoli) lub po prostu, po stosunkowo niewielkich działaniach technicznych, przywrócono wcześniej istniejące, przystanie (np. Przystań przy Hali Targowej, Przystań Kardynalska). Remonty istniejących śluz, licznych nabrzeży, wyznaczenie miejsc postoju przy nabrzeżach i przywrócenie oznakowań żeglugowych, a przede wszystkim wydanie odpowiednich przepisów, umożliwiły powrót żeglugi w centrum miasta. W ramach tego węzła również wyremontowano (np. Kładka Żabia) lub wybudowano nowe (np. Kładka Piaskowa, Kładka Słodowa), przeprawy piesze, uaktywniając ten rejon dla celów turystyki, rekreacji, wypoczynku, spacerów. Natomiast węzeł ten nie ma żadnego znaczenia dla transportu wodnego towarowego. Ten rodzaj żeglugi prowadzony jest drogami wodnymi, na których tory wodne mają znacznie lepsze parametry żeglugowe: Główna (Północna) Droga Wodna, Miejska Droga Wodna.
Choć w ramach budowy stopni wodnych w Śródmiejskim Węźle Wodnym, wybudowano śluzy komorowe, to jednak szlak wodny przez nie prowadzący nie jest drogą wodną w rozumieniu odpowiednich przepisów prawa, tj. rozporządzenia Rady Ministrów w sprawie śródlądowych dróg wodnych – wykaz śródlądowych dróg wodnych; nie został on ujęty w wykazie śródlądowych dróg wodnych stanowiącym załącznik do tego rozporządzenia. Śródmiejskie szlaki żeglugowe zostały jednak udostępnione dla żeglugi przez Regionalny Zarząd Gospodarki Wodnej we Wrocławiu. Stawiane są postulaty, aby objąć ten szlak statusem drogi wodnej, tzn. aby Śródmiejski Węzeł Wodny we Wrocławiu został wpisany na listę śródlądowych dróg wodnych.